# 董哈刺
董哈剌（？—1348年），辽阳路（今辽宁省辽阳市）人，元朝後期反元领袖。
元顺帝即位后，联合脱脱清除了伯颜的专权势力，推行新政，缓和国内矛盾，史称至正新政、脱脱更化。成为元朝最后一个政治比较清明的时期。但是社会矛盾依然紧张。至正八年（1348年）四月，辽阳人董哈剌起兵反元，事变很快被镇压，董哈剌被镇抚使钦察讨伐斩杀。董哈刺之后数年全国性的反元起义就爆发了。